# Paris pendeltåg

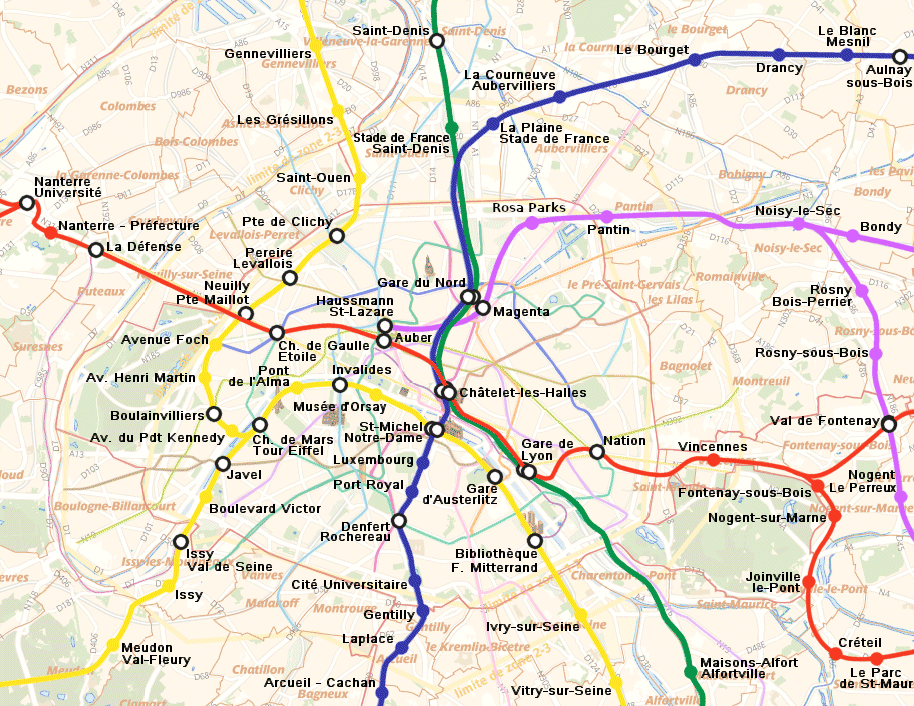
RER i centrala Paris

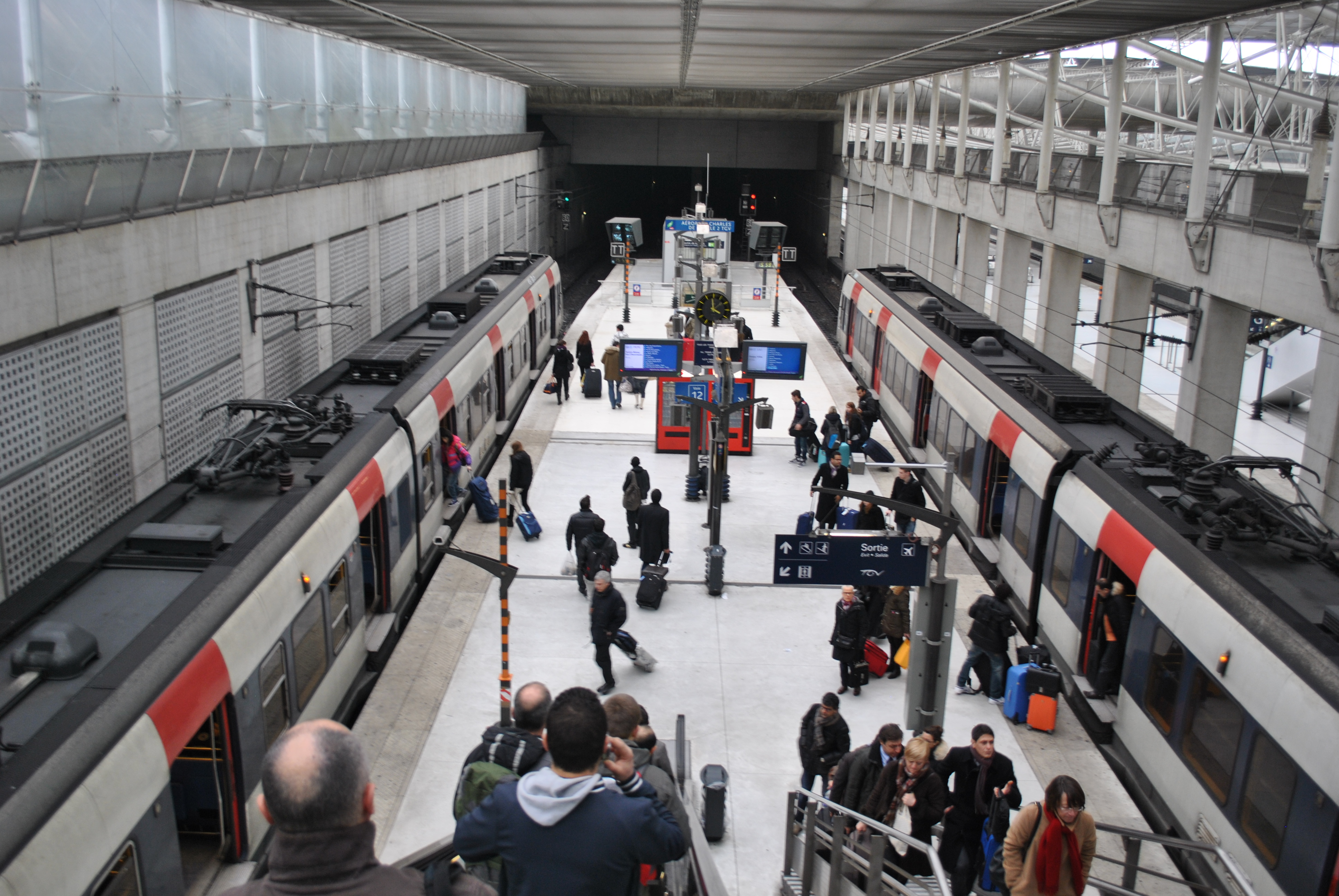
Aéroport Charles de Gaulle 2

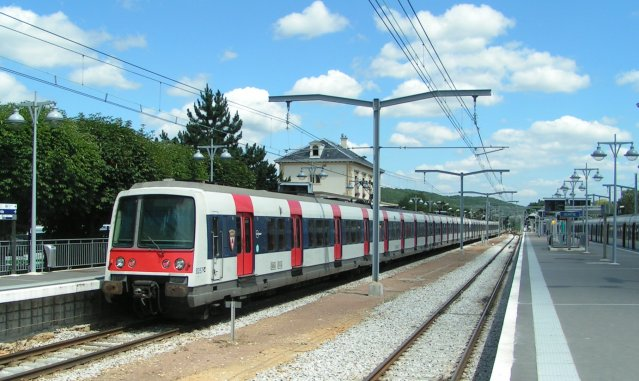
Saint-Rémy-lès-Chevreuse

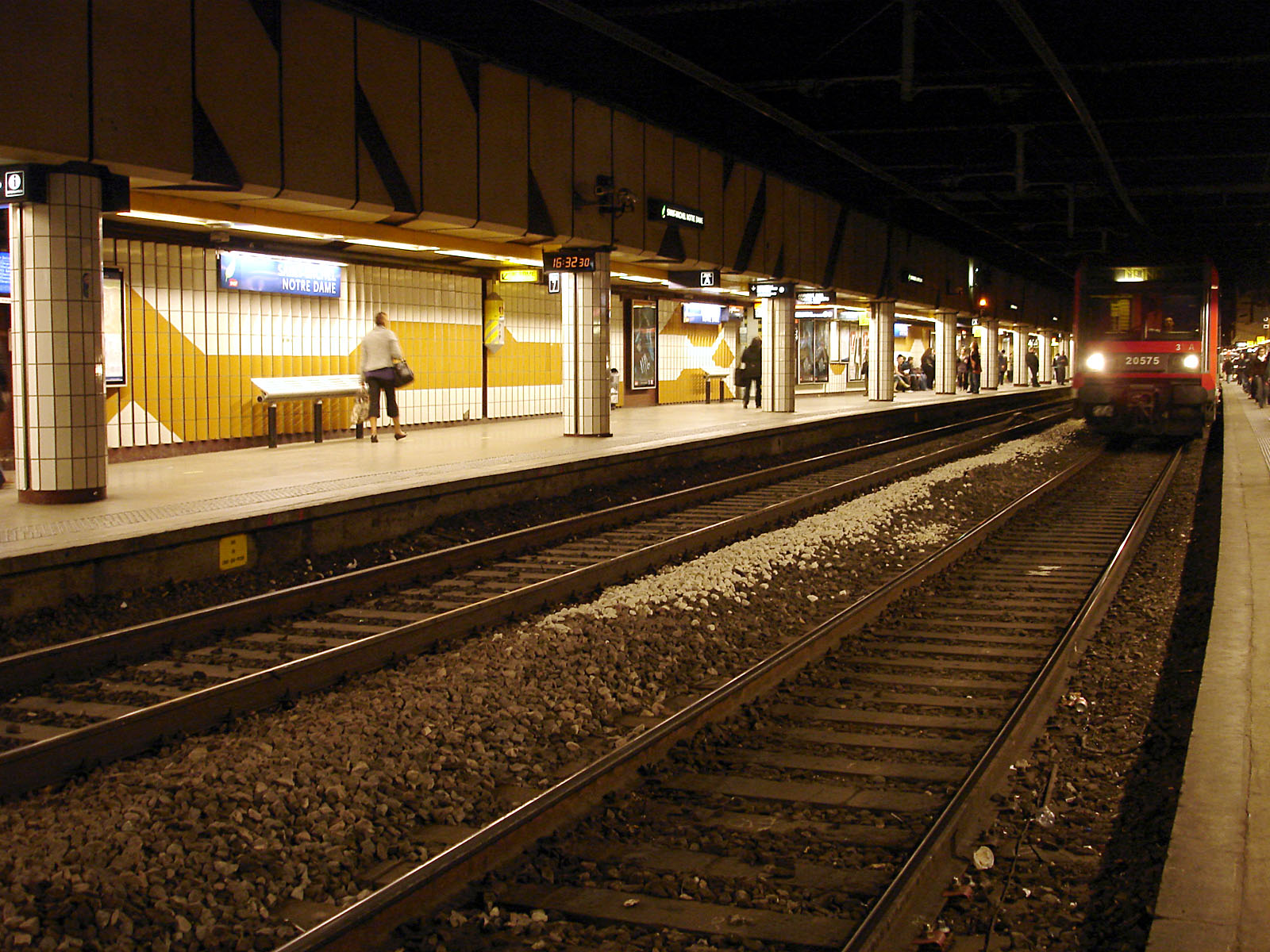
St-Michel – Notre-Dame

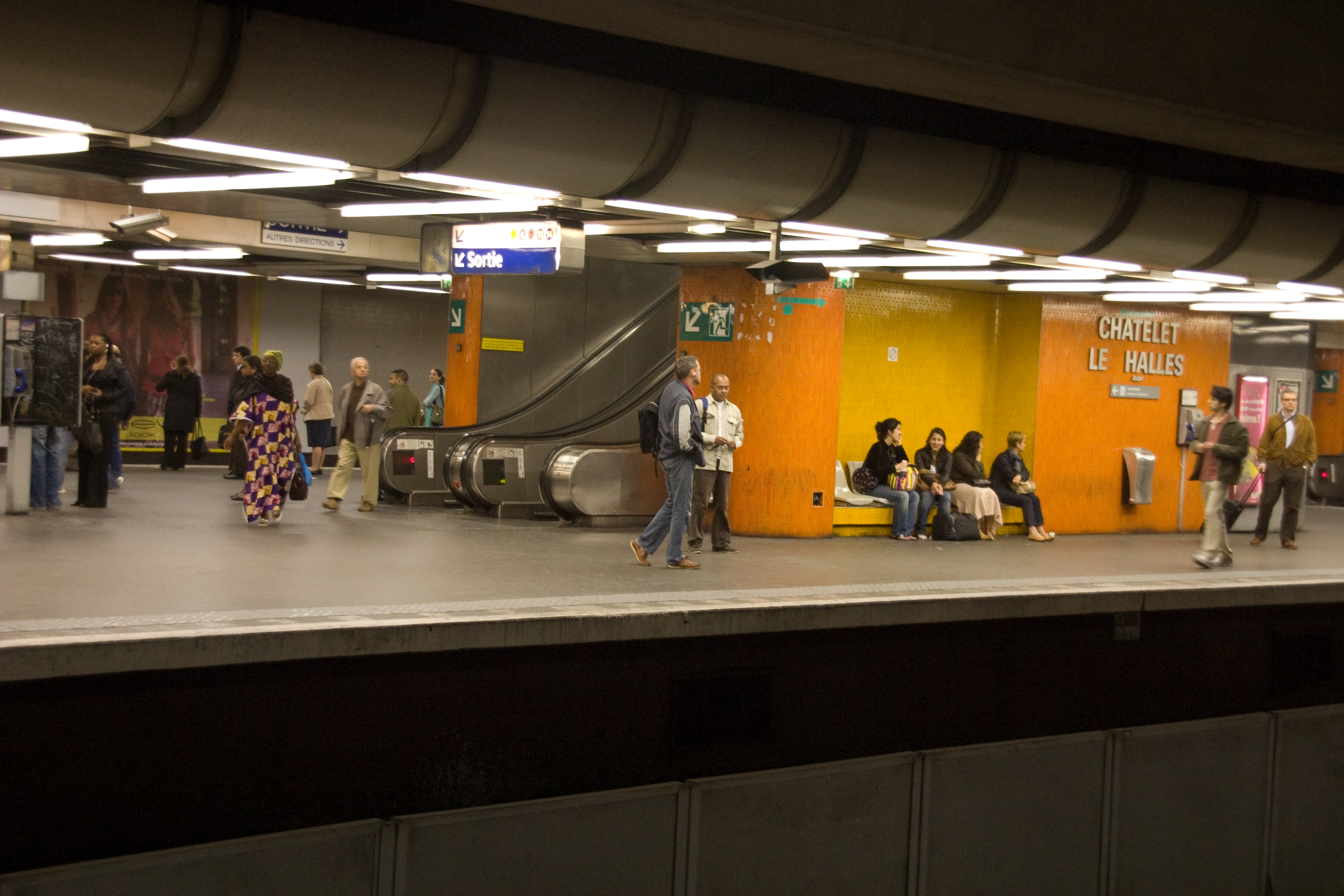
Châtelet-Les Halles

Paris pendeltåg, RER (franska: Réseau Express Régional) är ett järnvägssystem i Paris som sammanlänkar sedan tidigare existerande förortsbanor med varandra genom långa tunnlar under staden. RER ägs av Paris lokaltrafikbolag, RATP, och det statliga franska järnvägsbolaget SNCF.
I innerstaden erbjuds många bytesmöjligheter till Paris metro, där kan RER med fördel användas istället för denna, då RER-tågen går betydligt fortare än metron. Idag består RER av 5 stycken linjer, benämnda A-E, totalt har dessa över 249 stationer, 33 av stationerna ligger i Paris innerstad och mer än 602 km spår varav 84,5 km är under jord. Den största arbetsinsatsen ägde rum under sextio- och sjuttiotalet och den officiella invigningen av systemet skedde 1977.
Samtliga pendeltågslinjer i Paris går under jord i centrala staden. Det finns 25 underjordiska pendeltågsstationer i innerstaden och två stycken under Paris-Charles de Gaulle flygplats samt även några till i förorterna till Paris på linje A.
Flera av Paris sevärdheter ligger vid RER-stationer såsom Eiffeltornet (Champ de Mars – Tour Eiffel station), Notre-Dame (St-Michel – Notre-Dame station), Triumfbågen (Charles de Gaulle-Étoile station) samt Slottet i Versailles (Versailles-Château-Rive-Gauche).
Det finns även ett annat system, Transilien, som trafikerar andra förortsbanor men dessa går endast till någon av de sex stora stationerna i Paris.

## Linjer
| Linje  | Sträcka | Öppnad | Längd    | Stationer |
| ------ | --- | ------ | -------- | --------- |
| A      | Cergy Le Haut / Poissy / Saint-Germain-en-Laye - Marne-la-Vallée – Chessy (Disneyland Paris) / Boissy-Saint-Léger                                            | 1977   | 108,5 km | 46        |
| B      | Saint-Rémy-lès-Chevreuse / Robinson - Aéroport Charles de Gaulle Terminal 2 / Mitry-Mory                                                                     | 1977   | 80,0 km  | 47        |
| C      | Pontoise / Saint-Quentin-en-Yvelines - Montigny-le-Bretonneux / Versailles-Château-Rive-Gauche - Massy-Palaiseau / Dourdan-la-Forêt / Saint-Martin d'Étampes | 1979   | 162 km   | 75        |
| D      | Creil - Malesherbes / Melun | 1987   | 197 km   | 59        |
| E      | Nanterre–La Folie - Chelles - Gournay / Tournan-en-Brie | 1999   | 60 km    | 25        |
| Totalt | Totalt |        | 602 km   | 249       |

## Historia
I början av 1900-talet behövde man länka ihop Paris stora stationer och förenkla resor mellan förorterna utan att behöva byta till metron. Det dröjde dock till 1960-talet innan de styrande kom med några sådana förslag. Man beslutade sig för att förena de gamla förortslinjerna med tunnlar under huvudstaden. Under 60 och 70-talen byggdes framför allt linje A och linje B med den gemensamma noden Châtelet - Les Halles. Systemet invigdes officiellt 1977. Den senaste utbyggnaden blev klar 1999 då linje E invigdes. I början beslutade sig de styrande i Frankrike sig för att överlåta de gamla förortslinjerna från SNCF till RATP, det är orsaken till att man idag kör på vänster sida, precis som i resten av Frankrike förutom i metron. Efter några år beslutade man sig för att sluta med att överföra linjerna, detta har lett till att det finns två olika spänningar i tågens kontaktledningar. 
Gare Montparnasse är den enda av Paris stora stationer utan RER, det finns dock planer på att råda bot på det då man överväger en ny linje F som skall passera ovan nämnda station Invalides och Gare Saint-Lazare.
| Straight track | Straight track | Straight track | Unknown BSicon "tSTRa" |  |

| Unknown BSicon "tSTRa" | Straight track | Straight track | Unknown BSicon "tBHF" |  |

| Unknown BSicon "tBHF" | Straight track | Straight track | Unknown BSicon "etABZg+l" |  |

| Unknown BSicon "tBHF" | Straight track | Straight track | Unknown BSicon "tSTR" |  |

| Unknown BSicon "tBHF" | Straight track | Straight track | Unknown BSicon "tSTR" |  |

| Unknown BSicon "tSTR" | Unknown BSicon "tSTRa" | Unknown BSicon "tSTRa" | Unknown BSicon "tBHF" |  |

| Unknown BSicon "tSTR" | Unknown BSicon "tBHF" | Unknown BSicon "tSTR" | Unknown BSicon "tSTR" |  |

| Unknown BSicon "tSTR" | Unknown BSicon "tSTR" | Unknown BSicon "tBHF" | Unknown BSicon "tSTR" |  |

| Unknown BSicon "tSTR" | Unknown BSicon "tBHF" | Unknown BSicon "tSTR" | Unknown BSicon "tSTR" |  |

| Unknown BSicon "tBHF" | Unknown BSicon "tSTR" | Unknown BSicon "tSTR" | Unknown BSicon "tSTR" |  |

| Unknown BSicon "tSTRl" | Unknown BSicon "tSTRq" | Unknown BSicon "tTBHFt" | Unknown BSicon "tSTRr" |  |

|  | Unknown BSicon "tSTR+l" | Unknown BSicon "tTBHFt" | Unknown BSicon "tSTR+r" |  |

|  | Unknown BSicon "tSTR" | Unknown BSicon "tBHF" | Unknown BSicon "tSTR" |  |

|  | Unknown BSicon "tSTR" | Unknown BSicon "tBHF" | Unknown BSicon "tSTR" |  |

|  | Unknown BSicon "tBHF" | Unknown BSicon "tSTRe" | Unknown BSicon "tSTR" |  |

|  | Unknown BSicon "tBHF" | Straight track | Unknown BSicon "tSTR" |  |

|  | Unknown BSicon "tBHF" | Straight track | Unknown BSicon "tSTR" |  |

|  | Unknown BSicon "tBHF" | Straight track | Unknown BSicon "tSTR" |  |

|  | Unknown BSicon "tSTRe" | Straight track | Unknown BSicon "tBHF" |  |

| Unknown BSicon "STR+l" | Unknown BSicon "ABZgr" | Straight track | Unknown BSicon "tSTRe" |  |

| Straight track | Straight track | Straight track | Station on track |  |

| Unknown BSicon "tBHFa" |

| Unknown BSicon "tBHF" |

| Unknown BSicon "tBHF" |

| Unknown BSicon "tBHF" |

| Unknown BSicon "tTBHFt" |

| Unknown BSicon "tBHF" |

| Unknown BSicon "tBHF" |

| Unknown BSicon "tBHF" |

| Unknown BSicon "tSTRe" |

| Straight track | Straight track | Straight track | Unknown BSicon "tSTRa" |  |

| Unknown BSicon "tSTRa" | Straight track | Straight track | Unknown BSicon "tBHF" |  |

| Unknown BSicon "tBHF" | Straight track | Straight track | Unknown BSicon "etABZg+l" |  |

| Unknown BSicon "tBHF" | Straight track | Straight track | Unknown BSicon "tSTR" |  |

| Unknown BSicon "tBHF" | Straight track | Straight track | Unknown BSicon "tSTR" |  |

| Unknown BSicon "tSTR" | Unknown BSicon "tSTRa" | Unknown BSicon "tSTRa" | Unknown BSicon "tBHF" |  |

| Unknown BSicon "tSTR" | Unknown BSicon "tBHF" | Unknown BSicon "tSTR" | Unknown BSicon "tSTR" |  |

| Unknown BSicon "tSTR" | Unknown BSicon "tSTR" | Unknown BSicon "tBHF" | Unknown BSicon "tSTR" |  |

| Unknown BSicon "tSTR" | Unknown BSicon "tBHF" | Unknown BSicon "tSTR" | Unknown BSicon "tSTR" |  |

| Unknown BSicon "tBHF" | Unknown BSicon "tSTR" | Unknown BSicon "tSTR" | Unknown BSicon "tSTR" |  |

| Unknown BSicon "tSTRl" | Unknown BSicon "tSTRq" | Unknown BSicon "tTBHFt" | Unknown BSicon "tSTRr" |  |

|  | Unknown BSicon "tSTR+l" | Unknown BSicon "tTBHFt" | Unknown BSicon "tSTR+r" |  |

|  | Unknown BSicon "tSTR" | Unknown BSicon "tBHF" | Unknown BSicon "tSTR" |  |

|  | Unknown BSicon "tSTR" | Unknown BSicon "tBHF" | Unknown BSicon "tSTR" |  |

|  | Unknown BSicon "tBHF" | Unknown BSicon "tSTRe" | Unknown BSicon "tSTR" |  |

|  | Unknown BSicon "tBHF" | Straight track | Unknown BSicon "tSTR" |  |

|  | Unknown BSicon "tBHF" | Straight track | Unknown BSicon "tSTR" |  |

|  | Unknown BSicon "tBHF" | Straight track | Unknown BSicon "tSTR" |  |

|  | Unknown BSicon "tSTRe" | Straight track | Unknown BSicon "tBHF" |  |

| Unknown BSicon "STR+l" | Unknown BSicon "ABZgr" | Straight track | Unknown BSicon "tSTRe" |  |

| Straight track | Straight track | Straight track | Station on track |  |

| Unknown BSicon "tBHFa" |

| Unknown BSicon "tBHF" |

| Unknown BSicon "tBHF" |

| Unknown BSicon "tBHF" |

| Unknown BSicon "tTBHFt" |

| Unknown BSicon "tBHF" |

| Unknown BSicon "tBHF" |

| Unknown BSicon "tBHF" |

| Unknown BSicon "tSTRe" |

## RER-linjernas historia

### Linje A
Linje A går under centrala Paris i en lång underjordisk tunnel och invigdes 1977. Redan 1969 invigdes en tunnel i östra Paris till underjordiska Nation station och ersatte järnvägen till Bastille järnvägsstation som lades ner. Nedlagda järnvägen blev senare parken Promenade plantée. 1970 invigdes nästa tunnel i västra Paris mellan La Défense – Étoile, 1971 förlängdes tunneln mellan Étoile – Auber. Då en 6 km lång tunnel invigdes 1977 mellan slutstation Auber i väst till station Nation i öst via Gare de Lyon, så öppnades samtidigt linje A.

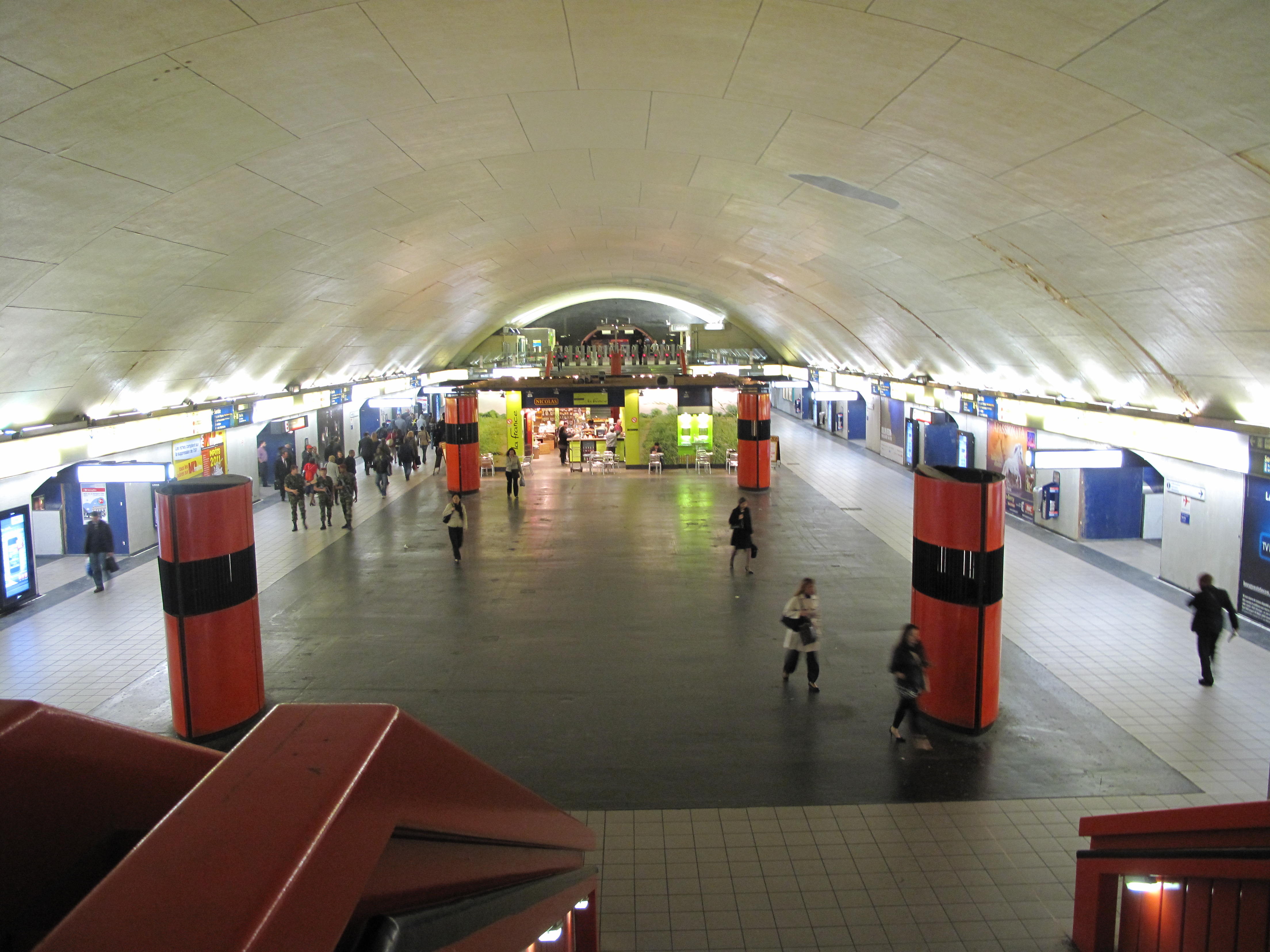
Auber
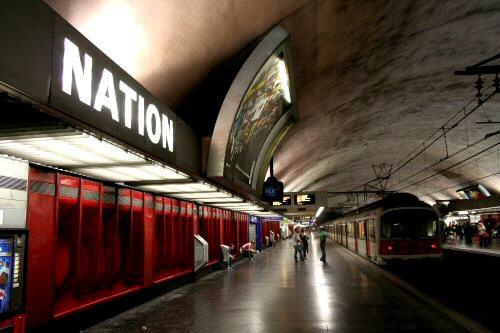
Nation

### Linje B
Linje B utgår från en gammal tunnel som invigdes redan 1895 som gick till Luxembourg station. Tunneln förlängdes vidare in mot centrala stan 1977, till nya station Châtelet-les Halles och samtidigt invigs linje B. Slutligen 1981 förlängdes tunneln vidare mot norr till Gare du Nord.

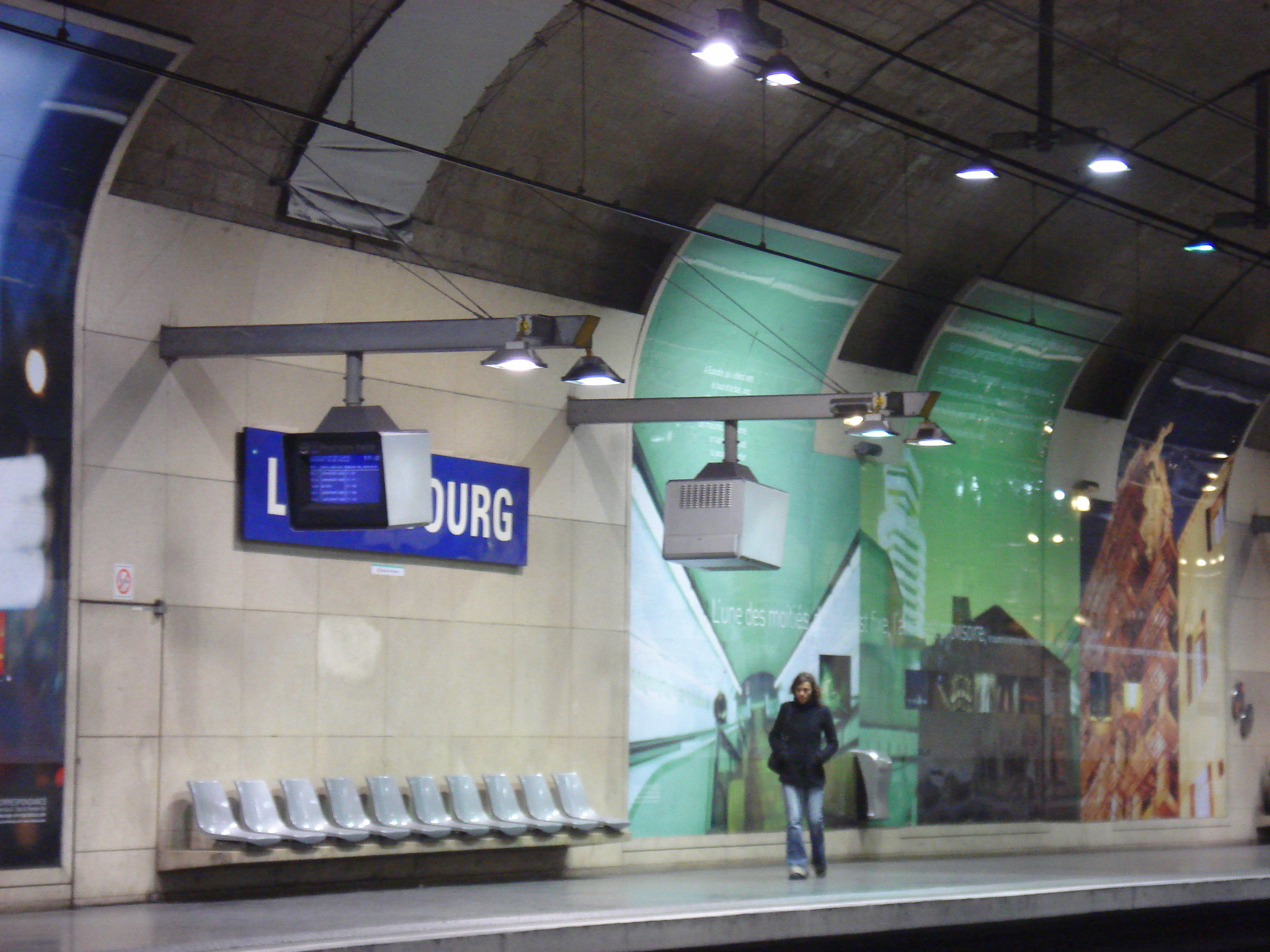
Luxembourg
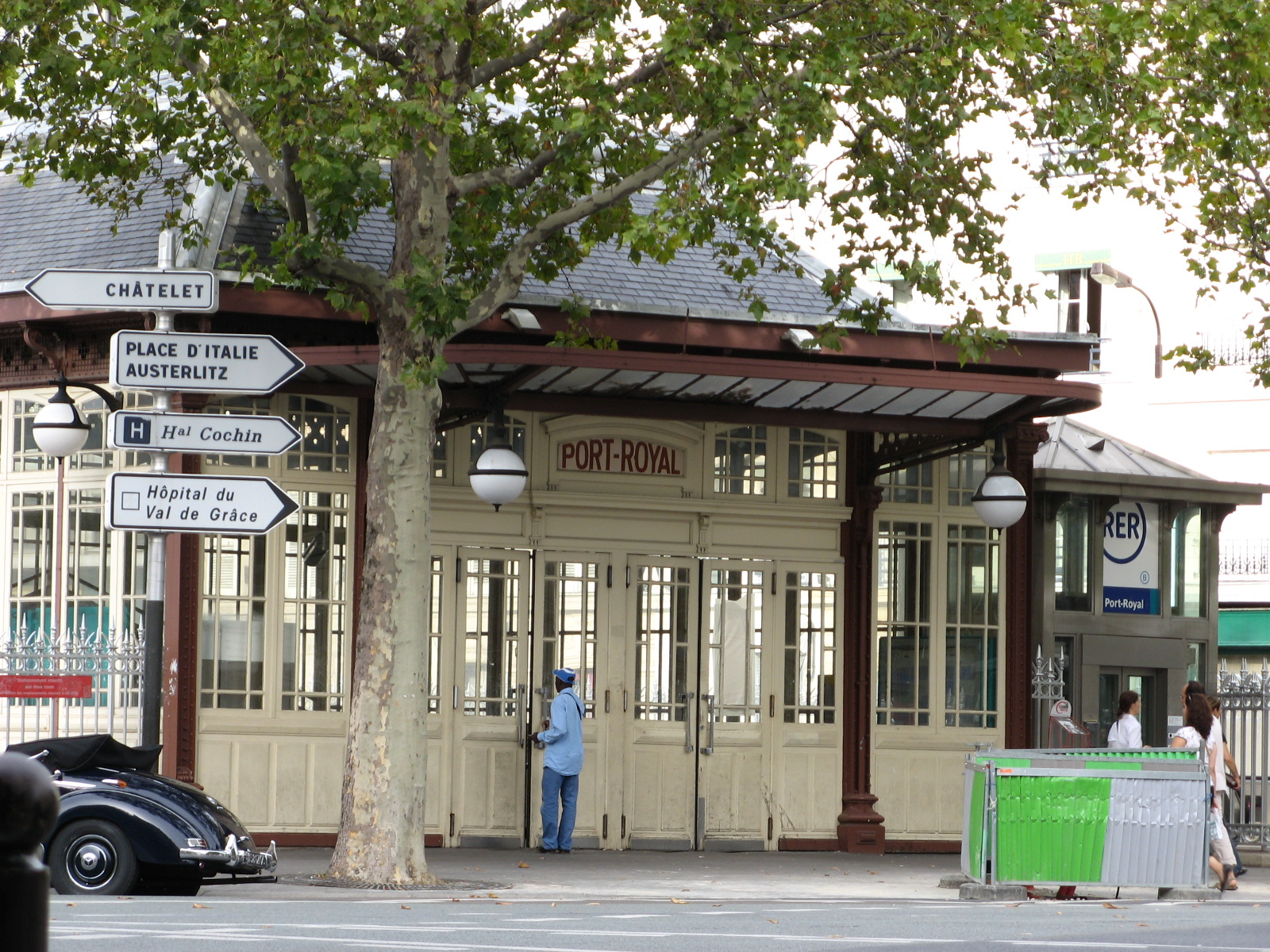
Port-Royal

### Linje C
Linje C bildades då två gamla järnvägstunnlar i Paris byggdes ihop. Den ena invigd till Världsutställningen 1900 från östra Paris till Gare d'Orsay. Den andra gick från västra Paris till Invalides. Då tunneln som band ihop dessa två tunnlar invigdes 1979 öppnade linjen.

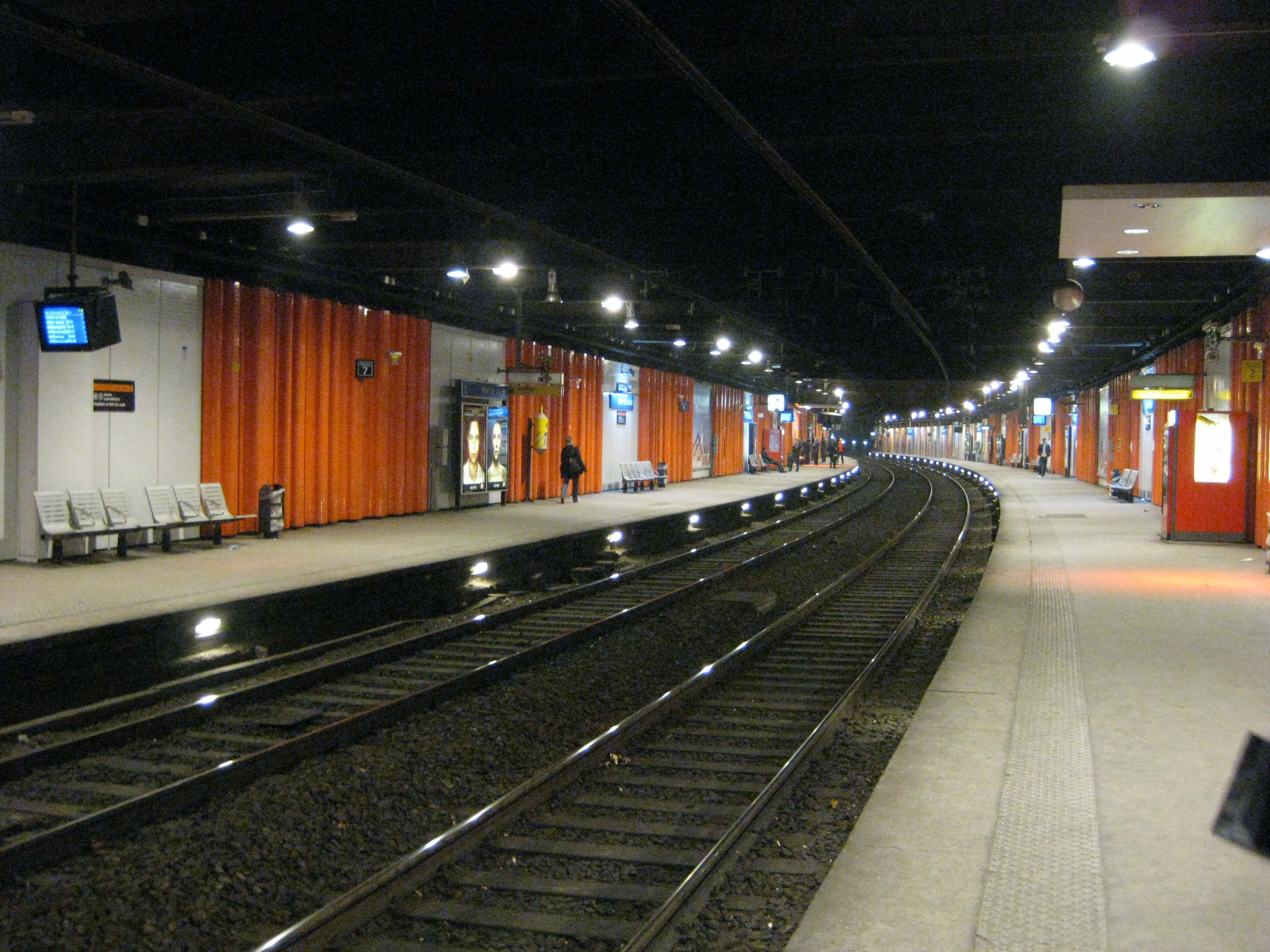
Pont de l'Alma
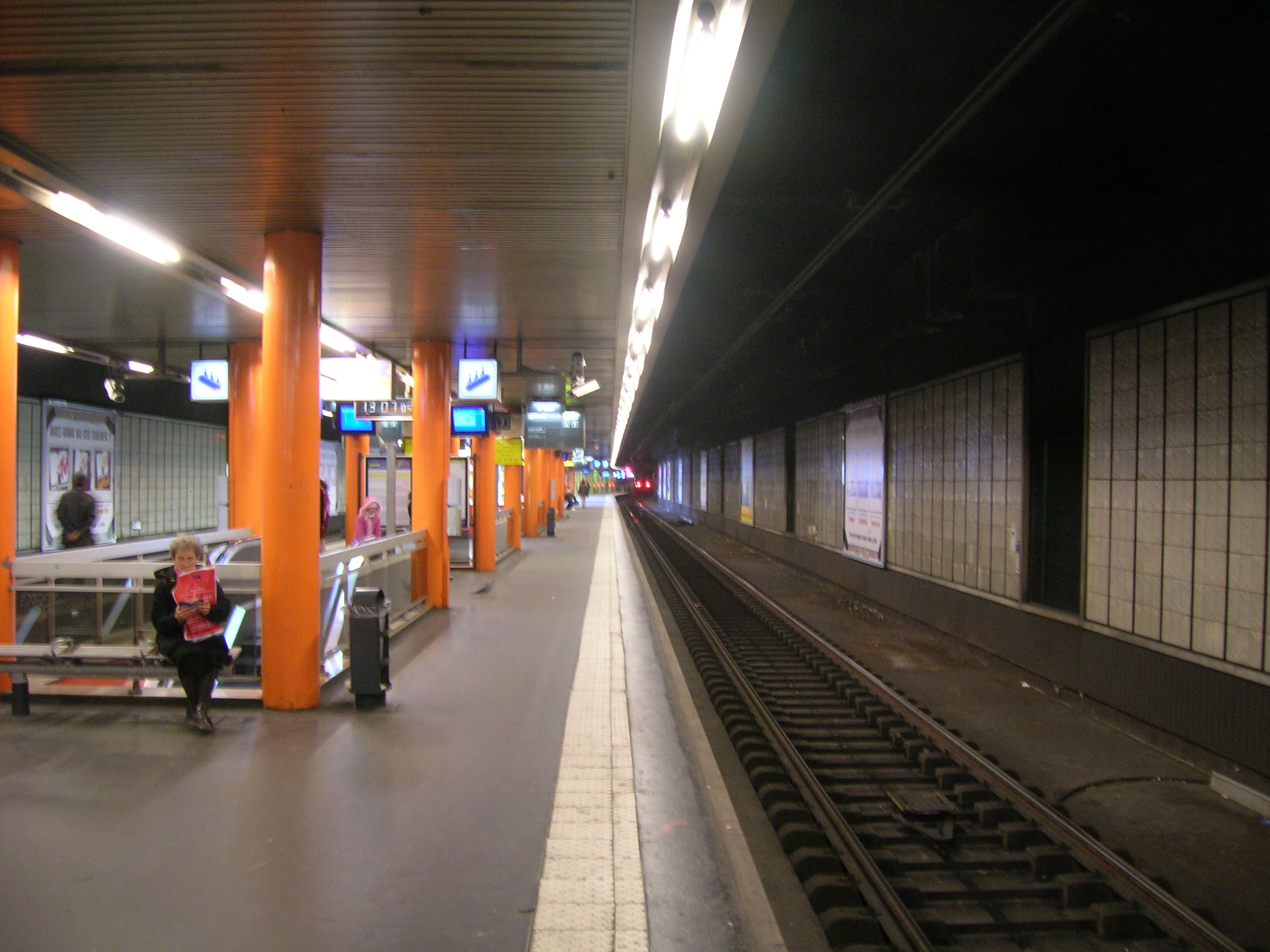
Invalides

### Linje D
Linje D trafikerar tunnlar i Paris som går bredvid linje A samt B och tillkom 1987.

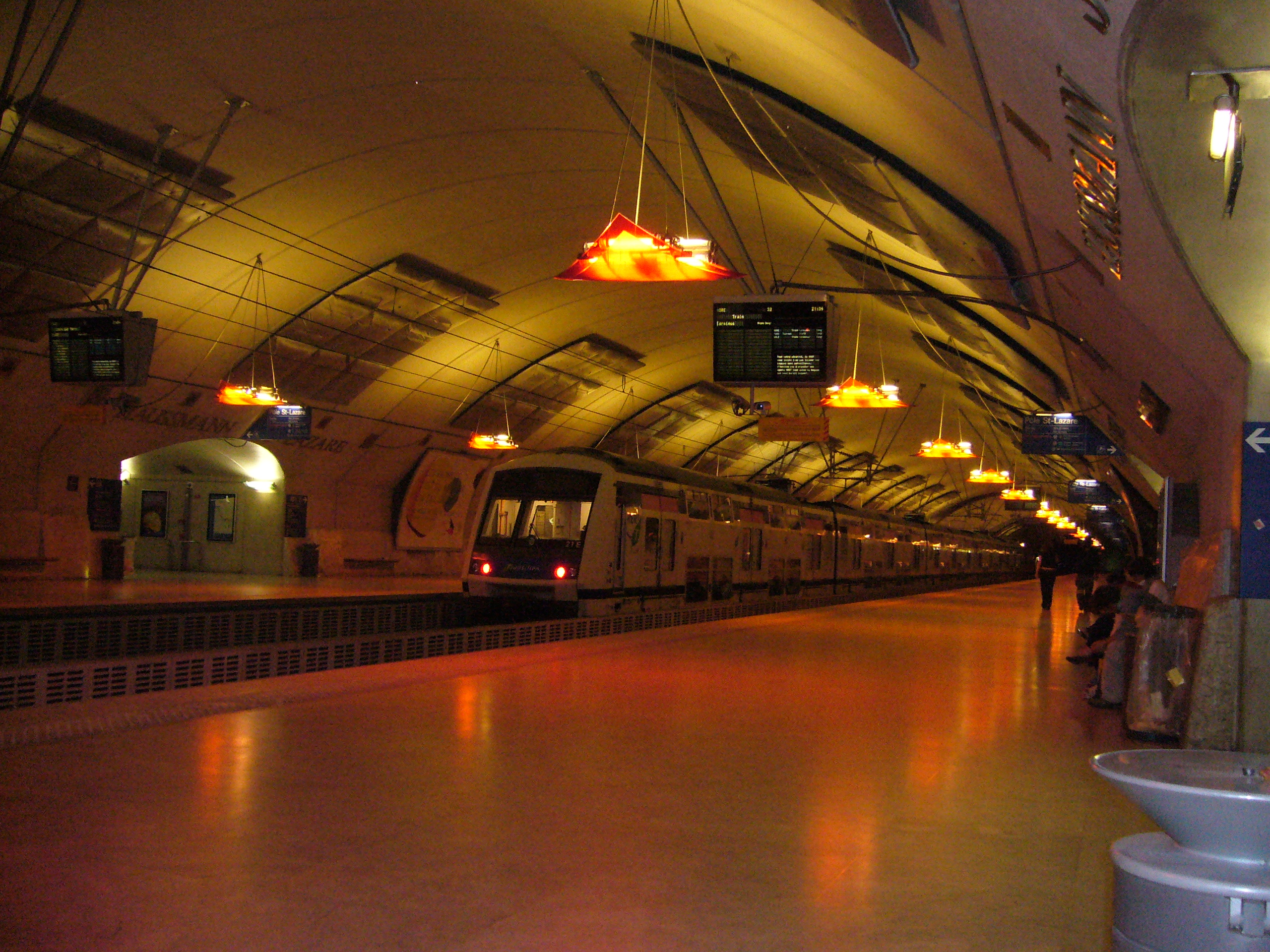
Haussmann – Saint-Lazare
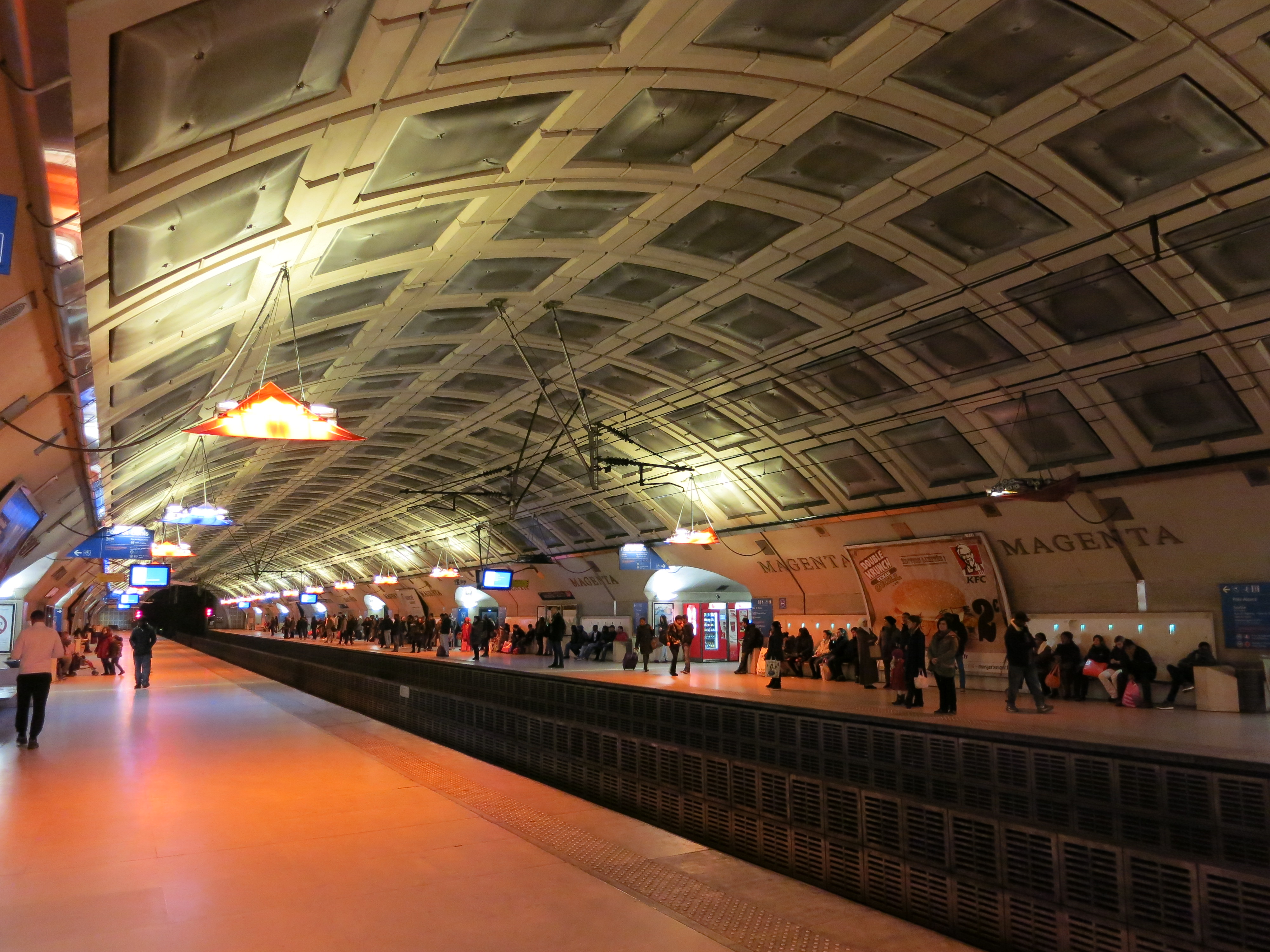
Magenta

### Linje E
Linje E är den senast öppnade linjen i nätet och tillkom 1999 från två nya underjordiska stationer i centrala Paris och en 2 km lång tunnel. 2024 förlängdes tunneln med 8 km västerut med två underjordiska stationer Neuilly–Porte Maillot samt La Défense och med slutstation Nanterre–La Folie.

## Källa
1. ↑  Gare RER du Luxembourg : travaux reportés, Artikel från 26 maj 2011, från francesurf.net, Hämtat 7 juli 2013.